# Overwatch
Overwatch é um jogo eletrônico multijogador de tiro em primeira pessoa desenvolvido e publicado pela Blizzard Entertainment. Foi lançado em 24 de maio de 2016 para Microsoft Windows, PlayStation 4 e Xbox One e em 15 de outubro de 2019 para Nintendo Switch. Descrito como um "hero shooter", Overwatch designa jogadores em dois times de seis, com cada jogador tendo liberdade em escolher mais de 30 personagens, conhecidos como "heróis", cada um com um estilo de jogo único, dividido em três papéis gerais adequados ao seu objetivo. Os jogadores de uma equipe trabalham juntos para proteger e defender pontos de controle em um mapa ou acompanhar uma carga útil pelo mapa em um período limitado de tempo. Os jogadores ganham recompensas cosméticas que não afetam a jogabilidade, como as skins de personagens e as poses de vitória, enquanto jogam. O jogo foi lançado inicialmente apenas como um título casual, mas um modo competitivo, vários modos de jogo 'arcade' e um navegador de servidor personalizável para jogadores foram adicionados após o lançamento. Além disso, a Blizzard adicionou novos personagens, mapas e modos de jogo após o lançamento, todos gratuitos, com o único custo adicional para os jogadores sendo loot boxes opcionais para ganhar itens cosméticos.
Overwatch é a quarta franquia principal da Blizzard e surgiu após o cancelamento do ambicioso MMORPG de 2014, Titan. Uma parte da equipe de Titan surgiu com o conceito de Overwatch, baseado no sucesso dos jogos de tiro em primeira pessoa baseados em equipes como Team Fortress 2 e na popularidade dos jogos multiplayer online battle arena (MOBA), criando um jogo de tiro baseado em heróis que enfatizava o trabalho em equipe. Alguns elementos de Overwatch tomam emprestado alguns conceitos de Titan. Depois de estabelecer a narrativa de um cenário otimista da Terra no futuro próximo após uma crise global, os desenvolvedores pretendiam criar um elenco diversificado de heróis que abrangem gêneros e etnias como parte desse cenário. É gasto um tempo significativo ajustando o balanceamento dos personagens, garantindo que novos jogadores ainda possam se divertir enquanto jogadores habilidosos se apresentarão com um desafio.
Overwatch foi revelado no evento BlizzCon de 2014 e estava em uma versão beta fechada do final de 2015 até o início de 2016. Um beta aberto antes do lançamento atraiu quase 10 milhões de jogadores. O lançamento do jogo foi promovido com pequenos vídeos animados para apresentar a narrativa e os personagens. Após o seu lançamento, Overwatch foi aclamado pela crítica especializada, que elogiaram o jogo por sua acessibilidade, apelo diversificado de seus personagens, estilo de arte caricatural considerada "brilhante" e jogabilidade agradável. A Blizzard reportou mais de US$ 1 bilhão em receita durante o primeiro ano de seu lançamento e teve mais de 50 milhões de jogadores após três anos. Overwatch é considerado um dos melhores jogos eletrônicos de todos os tempos, recebendo inúmeros prêmios de Jogo do Ano, entre outras honrarias. O jogo também é um eSport popular, com financiamento da Blizzard na produção de Overwatch League. Uma sequência, Overwatch 2, foi anunciada em 2019 e incluirá novos modos multijogador cooperativos jogador contra ambiente (PvE).
O jogo teve os seus servidores desativados em 4 de outubro de 2022, no mesmo dia em que Overwatch 2 foi oficialmente lançado para o público.

## Jogabilidade
Overwatch possui um combate de equipe com dois times rivais compostos de seis jogadores cada. Os jogadores podem escolher um dos vários heróis, cada qual com suas próprias habilidades e função de classe. As três funções principais de personagens incluem: personagens ofensivos que em sua grande maioria possuem alta velocidade e ataque, mas baixa defesa, personagens de suporte que fornecem "buffs" e "debuffs" para seus aliados e inimigos respectivamente (como cura ou alterações na velocidade de movimento), e personagens Tanque, que têm uma grande quantidade de armadura e pontos de vida para resistirem a ataques e atrair o fogo inimigo para longe de seus companheiros. Assim que morrem, os jogadores podem alternar entre personagens durante a partida, o que é incentivado pelo design do jogo. Os mapas do jogo são inspirados em locais do mundo real; os três primeiros mapas revelados ("King's Row", "Hanamura", "Templo de Anubis") são inspirados em Londres, Japão, e nas ruínas do Antigo Egito, respectivamente.

### Modos de jogo
Overwatch atualmente possui quatro modos de jogo, incluindo um híbrido de ataque e escolta:
- Ataque: A equipe atacante é encarregada de capturar dois pontos de objetivo no mapa, enquanto a equipe defensiva deve detê-los.[2][3]
- Escolta ao Gil: A equipe atacante é encarregada de escoltar uma carga para um determinado ponto de entrega antes do tempo acabar, enquanto a equipe de defesa deve detê-los. A carga se move ao longo de um caminho fixo quando qualquer jogador da equipe atacante está próximo a ele.[2][3]
- Ataque/Escolta: A equipe atacante tem que capturar a carga e levá-la ao seu destino, enquanto que a equipe defensiva tenta impedi-los.
- Controle: Cada equipe tenta capturar e assegurar um objetivo em comum, até o percentual de captura chegar em 100%. Este modo de jogo ocorre em formato de melhor-de-três, ganha a equipe que vencer dois rounds primeiro.

### Personagens
Os personagens em Overwatch possuem três funções: Dano, Tanque e Suporte. Essas funções servem para categorizar os heróis da Overwatch por características semelhantes, que podem ser usadas para descrevê-los e o seu estilo de jogo. A primeira aparição de um personagem de Overwatch em um jogo já lançado foi em 19 de abril de 2016, no Heroes of the Storm.
- Dano: Personagens de dano têm alta mobilidade e são conhecidos por sua capacidade de causar grandes quantidades de dano. Para equilibrar isso, personagens de dano têm um baixo número de pontos de vida.  Ao todo, existem 16 personagens de Dano no jogo.[7]
- Tanque: de todos os personagens do jogo, os personagens Tanque são os que mais possuem pontos de vida. Devido a isso, eles são capazes de chamar a atenção do inimigo para longe de seus companheiros de equipe, também como para atrapalhar o time inimigo. Ao todo, existem 8 personagens Tanque no jogo.[7]
- Suporte: personagens de Suporte são personagens que têm habilidades que melhoram a sua própria equipe e/ou enfraquecem o inimigo. Eles podem não ser os que causam mais dano ou possuem mais pontos de vida, mas os buffs e debuffs que fornecem garantem que seus companheiros de equipe terão menos trabalho para lidar com adversários. Personagens Suportes podem repor os pontos de vida, aplicar uma melhoria de dano, fornecer armadura ou até acelerar os companheiros de equipe. Ao todo, existem 7 personagens de Suporte no jogo.[7]

## Enredo
Overwatch se passa na Terra em um futuro próximo, anos após o fim da crise global Omnica. Esta crise colocou a humanidade sob a ameaça da inteligência artificial "Omnic". Isto levou à revolta dos robôs em todo o mundo e um grande conflito em escala global. Para por um fim a este conflito, uma força-tarefa internacional chamada "Overwatch" foi formada pelas Nações Unidas para proteger a humanidade e acabar com a crise. Nos anos que se seguiram, a Overwatch manteve-se como uma força de pacificação, mas após múltiplos incidentes de atividade criminosa terem surgido em todo o mundo, acusações de corrupção e de sedição começaram a surgir. As pessoas voltaram-se contra aqueles que as haviam salvado. Uma vez considerados heróis, os membros da Overwatch passaram a serem vistos com desconfiança. Então um dia, a sede da Overwatch de repente foi destruída, aparentemente, devido a um acidente. Oficialmente, o ataque tirou a vida do líder da Overwatch, Jack Morrison, e do segundo-em-comando, Gabriel Reyes, que liderava a Blackwatch, divisão de operações secretas da Overwatch. Após este evento, a força-tarefa foi finalmente dissolvida. Alguns acreditam que a causa da queda da Overwatch foi devido, na verdade, a uma elaborada conspiração por aqueles que queriam ver o fim da organização, embora nada tenha sido confirmado oficialmente pela ONU.

## Desenvolvimento
De acordo com o co-fundador da Blizzard Entertainment, Michael Morhaime, Overwatch destina-se a "criar uma incrível experiência FPS que é mais acessível a um público muito mais amplo, oferecendo a ação e a profundidade que os fãs de shooter amam." Chris Metzen, da Blizzard, reconheceu que partes de Overwatch, tais como mapas, compartilham de "continuidade" com o cancelado MMORPG da empresa, Titan, embora os jogos sejam completamente diferentes. Devido ao cancelamento de Titan, Overwatch tornou-se a segunda tentativa da Blizzard de lançar uma nova franquia desde StarCraft em 1998. Citando um desejo de manter os seu estilo de jogo "simples", e porque contradizia a sua ênfase em cumprir objetivos como uma equipe, ao invés de tentar alcançar um grande número de mortes, Overwatch não irá conter o tradicional modo deathmatch. Metzen afirmou que "temos uma longa história de desenvolvimento de jogos multiplayer, e chegamos a  'é mesmo possível criar um shooter que não seja cínico, que não seja cruel, que não seja desagradável? Pode-se criar um shooter que realmente incentive o trabalho em equipe e relacionamentos e se divertir com os seus amigos, e não ser morto por uma faca de arremesso lançada do outro lado do mapa, assim que você entrar na partida?'"
O elenco de personagens jogáveis em Overwatch pretende retratar diversas representações de gêneros e etnias (incluindo homens, mulheres, e os personagens não humanos, tais como robôs e um gorila). Jeff Kaplan, explicou que a indústria esta "claramente em uma época em que jogos são para todos", continuando com "cada vez mais, as pessoas querem sentir-se representadas, de todas as esferas da vida, meninos e meninas, todos. Nós nos sentimos obrigados a fazer o nosso melhor para honrar isso." Metzen admitiu que até mesmo sua filha havia perguntado por que os personagens em uma cutscene de Warcraft estavam vestindo roupas de banho.  Apesar disso, no entanto, um escritor para o Kotaku ainda comentou que "as mulheres em Overwatch são em sua maioria super magras e vestidas com catsuit."
O United States Patent and Trademark Office, suspendeu o pedido da Blizzard para o registro da marca Overwatch devido a "um risco de confusão" com uma marca anteriormente registada por Innovis Labs. No dia 13 de outubro, 2015, Innovis Labs e a Blizzard resolveram uma pendente ação judicial. Uma semana depois, em 21 de outubro de 2015, a Innovis Labs entregou o seu registro da marca Overwatch.  Durante a PAX East 2015, a Blizzard Entertainment revelou novos mapas e novos personagens. Eles também anunciaram que o beta fechado iria começar no dia 27 de outubro, 2015.
Em 5 de novembro de 2015, a Blizzard revelou a Origins Edition do jogo, juntamente com os anúncios que o jogo será lançado para PC, PlayStation 4 e Xbox One. O jogo será cobrado uma única vez e o lançamento mundial está definido para 24 de maio de 2016. Em dezembro, a Blizzard anunciou que o beta seria fechado para "pausa prolongada", com início em 10 de dezembro e retornando em fevereiro de 2016. A pré-encomenda do jogo foi anunciada e disponibilizada para pré-compra na Battle.net em 6 de novembro de 2015.
O jogo vai receber novas atualizações, que incluem novos mapas e personagens, após o lançamento do jogo. Todo o conteúdo adicional será gratuito para os jogadores já existentes e não vão exigir pagamento adicional. A Blizzard espera que através deste método eles possam aliviar as preocupações de alguns jogadores. Durante a versão beta e no lançamento, o modo multiplayer online será segregado por console, apesar de a Blizzard manifestar interesse em potencialmente apoiar "cross-platform" no futuro.
E, junto com as novas atualizações,eventos também são lançados, sempre com roupas, falas,poses novas para os personagens,além de novos modos de jogo. Como exemplos de eventos, temos o Ano Novo Chinês, (Ano do Galo, Ano do Porco), Halloween, Arquivos e Natal.
A Blizzard também criou uma competição para o jogo,intitulada Overwatch League, criada em 4 de Novembro de 2016, que reúne equipes de vários países.
Em 6 de março de 2016, o site IGN acidentalmente exibiu um anúncio de Overwatch que sugeriu que um periodo early access de beta aberto estaria disponível a partir de 3 de maio, para aqueles que fizeram pré-compra. O anúncio foi removido logo após o erro ter sido notado. No dia seguinte, a Blizzard confirmou a data de lançamento para 24 de maio. Ao contrário dos lançamentos anteriores da Blizzard, não há planos para uma versão de Overwatch para OS X.
Também no mês de Março de 2016, a Blizzard decidiu mudar uma pose de vitória da personagem Tracer. Um jogador manifestou preocupações através do fórum oficial do jogo pois a pose era um exemplo inadequado de objetificação sexual de uma personagem antes amigável e heróica. O tópico sobre a pose ganhou grande atenção. O game designer da Blizzard, Jeffrey Kaplan, revelou em entrevistas póstumas que, anteriormente, preocupações sobre a pose já haviam sido expressas internamente. Membros da comunidade tiveram reações mistas para com a mudança, expressando tanto apreciação a Blizzard por ter reconhecido o problema quanto decepção pela aparente autoridade criativa submissa. A pose foi substituída na versão beta, antes de o jogo ser lançado.

## Heróis
| Tanque        | Dano        | Suporte  |
| ------------- | ----------- | -------- |
| D.Va          | Ashe        | Ana      |
| Orisa         | Bastion     | Baptiste |
| Reinhardt     | Cassidy     | Brigitte |
| Roadhog       | Doomfist    | Lúcio    |
| Sigma         | Echo        | Mercy    |
| Winston       | Genji       | Moira    |
| Wrecking Ball | Hanzo       | Zenyatta |
| Zarya         | Junkrat     |          |
|               | Mei         |          |
|               | Pharah      |          |
|               | Reaper      |          |
|               | Soldado: 76 |          |
|               | Sombra      |          |
|               | Symmetra    |          |
|               | Torbjörn    |          |
|               | Tracer      |          |
|               | Widowmaker  |          |

## Mídias relacionadas
A Blizzard optou por contar a história de Overwatch em vários meios, em vez de incluir um modo história; o escritor Michael Chu afirmou que: "Uma das coisas realmente ótimas é que podemos aproveitar os pontos fortes desses diferentes meios para contar partes diferentes da história", citando o Soldado 76 a aparições do personagem em reportagens falsas, um vídeo animado narrado de sua perspectiva, assim como o curta ''Hero''. Ele também relembra que o método de contar histórias da Blizzard com o Overwatch demonstra uma filosofia de "jogabilidade em primeiro lugar". Em 2018, a Blizzard contratou Alyssa Wong para ajudar no desenvolvimento da narrativa do jogo.
Em março de 2016, a Blizzard havia anunciado que iria lançar quadrinhos e curtas animados baseados no universo de Overwatch. Incluindo 6 histórias em quadrinhos digitais, um série de curtas animados, e uma novela gráfica nomeada Overwatch: First Strike, que focaria na história de vários personagens do jogo, incluindo Soldado: 76, Torbjörn, Reaper, e Reinhardt. A novela estava sendo criada pelo escritor Micky Neilson e pelo artista Ludo Lullabi. Porém,a Blizzard optou por cancelar o First Strike em novembro de 2016, com Chu afirmando que desde o anúncio da novela gráfica, o desenvolvimento narrativo de Overwatch seguiu uma direção um pouco diferente do esperado. a Blizzard ainda planeja revelar mais histórias de fundo dos personagens.
No mesmo mês, a Blizzard começou a lançar a série de curtas animados que mantinham o mesmo estilo do trailer cinematográfico do jogo que se focou em uma batalha ocorrida no ''Overwatch Museum'' entre os personagens Tracer e Winston contra Reaper e a Widowmaker. O primeiro episódio da curta série de animação foi lançado em 23 de março com o nome de ''Recall''. Ele se concentra em Winston e Reaper, apresentando flashbacks da infância de Winston. O segundo episódio nomeado ''Alive'', mostrou um impasse entre Tracer e Widowmaker e foi lançado em 5 de abril. O terceiro episódio titulado ''Dragons'' mostra os irmãos Hanzo e Genji, foi lançado em 16 de maio. O último episódio da primeira temporada da série chamado de ''Hero'' é estrelado por Soldado 76 e foi lançado em 22 de maio.
Em 2019, dois contos de Overwatch foram lançados. O primeiro chamado de "Bastet" se concentra na Ana e no Soldado 76. Já o segundo lançado como "What You Left Behind", foca no personagem Baptiste.
Com a popularidade do jogo, personagens e elementos de Overwatch foram levados para o jogo MOBA da Blizzard, Heroes of the Storm. Oito personagens, Tracer, Zarya, Lúcio, Genji, D.Va, Ana, Junkrat e Hanzo aparecem como heróis jogáveis no jogo com alguns campos de batalha baseados nos mapas de Overwatch, Hanamura e Volskaya Industries. Sobre a heroína Tracer, capa do jogo Overwatch, ela estreou no videogame Heroes of the Storm em sua atualização de abril de 2016, quase um mês antes do lançamento de Overwatch.

## Sequência
Anunciado na BlizzCon no dia 1 de novembro de 2019. O Overwatch 2 manterá um "ambiente multiplayer compartilhado" entre ele e o Overwatch original, para que os jogadores de ambos os jogos possam competir juntos nos modos jogador contra jogador (PvP) existentes, mantendo todos os cosméticos desbloqueados e outros recursos. Além disso, todos os novos heróis, mapas e modos PvP serão adicionados aos dois jogos para manter esse ambiente compartilhado. Juntamente ao lançamento do jogo iremos ter três novos heróis, um novo modo de jogo apelidado de ''Push'' que será melhor abordado no futuro, mas que funciona como um cabo de guerra, onde cada equipe está disputando o controle de um robô que está empurrando uma carga para o lado oposto do mapa quando um dos times o controla. O modo se tornará parte da rotação padrão de mapas na Liga Overwatch, além de estar disponível para jogar no meio casual ou no competitivo.
Exclusivamente para o novo jogo da Blizzard, teremos modos jogadores contra ambiente(PvE) que são semelhantes aos eventos sazonais, que contarão com missões cooperativas para quatro jogadores contra oponentes controlados pelo computador. Nesse modo, os jogadores podem ganhar experiência para o herói que estão usando e, em certos níveis de experiência, desbloquear novas habilidades passivas que aumentam as habilidades atuais do herói, permitindo que eles personalizem como o herói se sai. Também fruiremos dois novos modos: um modo de missão baseado em história, em que os jogadores são limitados à seleção de heróis em missões de repetição baseadas na história do jogo e missões de herói que permitem que todos os heróis sejam usados para enfrentar ondas de inimigos em vários locais.

O Overwatch 2 será executado em uma versão atualizada da engine original, que permite tamanhos de mapa maiores para suportar melhor os novos elementos PvE baseados em histórias.  Com lançamento de acesso antecipado, marcado para 4 de Outubro de 2022. Overwatch 2 será lançado para Windows, Playstation 4, Playstation 5, Xbox One, Xbox Series X e Series S, e Nintendo Switch.